# Dorian
Dorian és un grup barceloní d'electropop de l'escena musical indie en actiu format l'any 2002. La seva música pretén conjugar la tradició del pop espanyol amb la música electrònica.

## Història
El grup, que va néixer el 2002 a Barcelona, anava a la recerca d'un so que combinés la tradició del pop espanyol amb la música electrònica contemporània. L'any 2004 va editar el seu àlbum debut, 10.000 metrópolis, amb molt bona acollida per part de la crítica i el públic; el 2005 van reeditar l'àlbum sota el títol 10.000 metrópolis vs. 10.000 metrópolis remixes, incloent-hi un segon disc de remescles de les cançons realitzades per alguns dels DJ's de l'escena musical del moment.
El següent disc fou El futuro no es de nadie (2006), on refermaren el seu estil musical indie fins a arribar al 2009 amb La ciudad subterránea, treball que els va permetre consolidar-se com una de les bandes més importants de la nova escena musical d'aquest corrent sense sotmetre's als interessos mercantils de la indústria musical.
El 2013 tragueren un nou treball, La velocidad del vacío, i el 2015 presentaren Diez años y un día, amb versions amb corda, vents, percussions i guitarres acústiques de temes clàssics del grup com «Cualquier otra parte», «La tormenta de arena» o «Paraísos artificiales», a més a més de dos temes inèdits: «Arrecife» i «Ara». L'últim disc fou publicat el 2018 sota el nom de Justicia Universal.

## Components
- Marc Gili: veu, guitarra i programacions
- Belly Hernandez: piano i programacions
- Bart Sanz: baix
- Víctor López: bateria
- Lisandro Montes: guitarra, teclats i programacions

## Discografia

### Àlbums
- 10.000 Metrópolis, CD (Bip Bip Records, 2004)
- 10.000 Metrópolis vs 10.000 Metrópolis remixes, doble CD (Bip Bip Records, 2005)
- El futuro no es de nadie, CD (PIAS Records, 2006)
- La ciudad subterránea, CD (14 de setembre de 2009)
- La velocidad del vacío, CD (4 de març de 2013).
- Diez años y un día (IM Records, 13 d'abril de 2015)
- Justicia Universal (2018)
- Ritual (2022)
- Futuros Imposibles (2024)

### Senzills
- 2003: Solar
- 2006: Te echamos de menos
- 2007: Cualquier otra parte
- 2007: Tan lejos de ti
- 2008: Más problemas
- 2009: La tormenta de arena
- 2010: Paraísos artificiales
- 2010: La mañana herida
- 2013: Los amigos que perdí

### Videoclips
- 2007: Cualquier otra parte
- 2007: Tan lejos de ti
- 2008: Más problemas
- Trilogia La ciudad subterránea: es narra una història en tres entregues en forma de "curt-clip", rodades per la productora Crampton.

- 2009: La tormenta de arena
- 2010: Paraísos artificiales
- 2010: La mañana herida

- 2013: Los amigos que perdí